# Israel Núñez
Israel Núñez Baticón (* 31. Mai 1979 in Martorell, Barcelona) ist ein ehemaliger spanischer Radrennfahrer.
Israel Nuñez begann seine Karriere 2003 bei dem Radsport-Team ASC-Vila do Conde. 2005 bis 2006 fuhr er für das spanische Professional Continental Team Kaiku. In seiner ersten Saison dort belegte er bei der Clásica de Almería den 26. Platz. Bei der Mallorca Challenge 2006 konnte Nuñez die Wertung Meta Volantes und die Sprintwertung für sich entscheiden. Ende 2009 beendete er seine Radsportlaufbahn.

## Teams
- 2003 ASC-Vila do Conde
- 2004 ASC-Vila do Conde
- 2005 Kaiku
- 2006 Kaiku
- 2007 Massi-CC.Palou
- 2008 Massi
- 2009 Massi